# Bemlos aequimanus
Bemlos aequimanus är en kräftdjursart som först beskrevs av Schellenberg 1938.  Bemlos aequimanus ingår i släktet Bemlos och familjen Aoridae. Inga underarter finns listade i Catalogue of Life.